# Linwood Boomer
Linwood Boomer, également connu sous le nom de Linwood Dalton, né le 9 octobre 1955 à Vancouver dans la province de Colombie-Britannique au Canada, est un producteur, réalisateur et acteur américain.
Il a produit la série télévisée américaine Malcolm.
Il est principalement connu pour son rôle de Adam Kendall, époux de Mary Ingalls, dans la série à succès La Petite Maison dans la prairie.

## Biographie
Il est le deuxième d’une famille de 4 enfants. Il a eu une enfance très stricte. Diplômé de The American Academy of Dramatic Arts of Los Angeles. C’est derrière la caméra qu’il a connu le succès.

## Productions
Très actif dans le milieu cinématographique hollywoodien, il a en outre obtenu un Emmy Award en (2001) pour la série télévisée Malcolm.

## Filmographie

### Comme écrivain/scénariste
- 1984 : Night Court (série télévisée) NBC
- 1992 : Red Dwarf (série télévisée)
- 1996 : Flying Blind (série télévisée)
- 1996 - 2001 : Troisième planète après le Soleil (série télévisée)
- 1996 : Townies (série télévisée)
- Également créateur : 2000 : Malcolm (série télévisée) (Emmy Award en 2001)

### Comme producteur
- 1984 : Night Court (série télévisée)
- 1985 - 1986 : Ricky ou la Belle Vie NBC (série télévisée)
- 1992 : Red Dwarf (série télévisée)
- 1996 : Troisième planète après le Soleil (série télévisée)
- 2000 - 2001 : Dieu, le diable et Bob (série télévisée d'animation) 13 épisodes de 30 minutes.
- 2000 - 2006 : Malcolm (série télévisée) (FOX Family)

### Comme acteur
- 1973 : Les Feux de l'amour sous le Nom de Linwood Dalton. CBS
- 1978 - 1981 : La Petite Maison dans la prairie (série télévisée) : Adam Kendall
- 1978 : Suddenly, Love (TV)
- 1979 : Greatest Heroes of the Bible: Daniel and Nebachadnezzar
- 2002 : Gigantic (A Tale of Two Johns) (documentaire)
- 2006 : Malcolm (série télévisée) : Loanshark le Mafieux dans l'épisode Final
- Il est apparu également dans les séries suivantes : Star Trek: Voyager, L'Île fantastique (Fantaisy Island), et La croisière s'amuse (Love Boat).

### Comme réalisateur
- 1992 : The Boys are Back
- 2006 : Malcolm Président